# Нормативен акт
Нормативният акт или още нормативният юридически акт е властнически акт, съдържащ волеизявление на компетентен държавен орган под формата на правни норми, предписващи общи правила за поведение от неопределен кръг субекти, който има нееднократно действие за разлика от общия и индивидуален административен акт. Според Закона за нормативните актове, нормативният акт съдържа общи правила за поведение, които се прилагат към индивидуално неопределен кръг субекти, има нееднократно действие и се издава или приема от компетентен държавен орган. Нормативни актове могат да издават само органите, предвидени от Конституцията или от закон. Компетентността да се издават нормативни актове не може да се прехвърля.
Приетият през 2006 г. за пръв път в историята на България Административнопроцесуален кодекс дава легална дефиниция за нормативен административен акт, като подзаконов административен акт съдържащ административно-правни норми, отнасящ се за неопределен и неограничен брой адресати, и имащ многократно правно действие. Нормативните административни актове се издават по прилагане на закон или подзаконов нормативен акт от по-висока степен. Нормативните актове от по-висока степен са международните договори по които Република България е страна, Конституцията, кодексите и закона. Съгласно Закона за нормативните актове подзаконови нормативни актове са постановленията на Министерския съвет, правилниците, наредбите и инструкциите.
Подготовката, издаването и прилагането на нормативните актове в България се урежда от Закона за нормативните актове и Указ 883 за прилагане на Закона за нормативните актове на бившия Държавен съвет на Народна република България.